# Lijst van nummer 1-hits in de Radio 2 Top 30 in 2006
Deze hits stonden in 2006 op nummer 1 in de Vlaamse Radio 2 Top 30.
| Nummer | Datum        | Artiest                        | Titel                     |
| ------ | ------------ | ------------------------------ | ------------------------- |
| 584    | 7 januari    | De Kippensoep Allstars         | Kippensoep voor iedereen  |
| 585    | 14 januari   | Udo                            | Isn't it time             |
|        | 21 januari   | Udo                            | Isn't it time             |
|        | 28 januari   | Udo                            | Isn't it time             |
|        | 4 februari   | Udo                            | Isn't it time             |
|        | 11 februari  | Udo                            | Isn't it time             |
|        | 18 februari  | Udo                            | Isn't it time             |
| 586    | 25 februari  | Belle Pérez                    | El mundo bailando         |
|        | 4 maart      | Belle Pérez                    | El mundo bailando         |
|        | 11 maart     | Belle Pérez                    | El mundo bailando         |
| 587    | 18 maart     | Kate Ryan                      | Je t'adore                |
|        | 25 maart     | Kate Ryan                      | Je t'adore                |
|        | 1 april      | Kate Ryan                      | Je t'adore                |
|        | 8 april      | Kate Ryan                      | Je t'adore                |
|        | 15 april     | Kate Ryan                      | Je t'adore                |
| 588    | 22 april     | The Pussycat Dolls & will.i.am | Beep                      |
| 589    | 29 april     | The Black Eyed Peas            | Pump it                   |
| 590    | 6 mei        | Shakira & Wyclef Jean          | Hips don't lie            |
|        | 13 mei       | Shakira & Wyclef Jean          | Hips don't lie            |
| 591    | 20 mei       | Marco Borsato                  | Rood                      |
|        | 27 mei       | Marco Borsato                  | Rood                      |
|        | 3 juni       | Marco Borsato                  | Rood                      |
|        | 10 juni      | Marco Borsato                  | Rood                      |
|        | 17 juni      | Marco Borsato                  | Rood                      |
|        | 24 juni      | Marco Borsato                  | Rood                      |
|        | 1 juli       | Marco Borsato                  | Rood                      |
|        | 8 juli       | Marco Borsato                  | Rood                      |
|        | 15 juli      | Marco Borsato                  | Rood                      |
|        | 22 juli      | Marco Borsato                  | Rood                      |
|        | 29 juli      | Marco Borsato                  | Rood                      |
|        | 5 augustus   | Marco Borsato                  | Rood                      |
|        | 12 augustus  | Marco Borsato                  | Rood                      |
|        | 19 augustus  | Marco Borsato                  | Rood                      |
|        | 26 augustus  | Marco Borsato                  | Rood                      |
|        | 2 september  | Marco Borsato                  | Rood                      |
|        | 9 september  | Marco Borsato                  | Rood                      |
| 592    | 16 september | Kate Ryan                      | Alive                     |
|        | 23 september | Kate Ryan                      | Alive                     |
|        | 30 september | Kate Ryan                      | Alive                     |
| 593    | 7 oktober    | Scissor Sisters                | I don't feel like dancin' |
|        | 14 oktober   | Scissor Sisters                | I don't feel like dancin' |
|        | 21 oktober   | Scissor Sisters                | I don't feel like dancin' |
|        | 28 oktober   | Scissor Sisters                | I don't feel like dancin' |
|        | 4 november   | Scissor Sisters                | I don't feel like dancin' |
|        | 11 november  | Scissor Sisters                | I don't feel like dancin' |
|        | 18 november  | Scissor Sisters                | I don't feel like dancin' |
|        | 25 november  | Scissor Sisters                | I don't feel like dancin' |
|        | 2 december   | Scissor Sisters                | I don't feel like dancin' |
| 594    | 9 december   | Clouseau                       | Vonken & vuur             |
|        | 16 december  | Clouseau                       | Vonken & vuur             |
|        | 23 december  | Clouseau                       | Vonken & vuur             |
|        | 30 december  | Clouseau                       | Vonken & vuur             |